# رايموند كونر
رايموند كونر (بالإنجليزية: Raymond Conner)‏ هو رائد أعمال أمريكي، ولد في 1955.